# L'Alternative Live
Pour les articles homonymes, voir L'Alternative.
L'Alternative Live, parfois abrégée L'Alternative, était une émission de télévision française musicale de télé-tirelire diffusée en direct sur M6 du 3 octobre 2006 au 24 septembre 2008 et présentée par Annabelle Baudin.

## Diffusion
Du 3 octobre 2006 au 1er mai 2007, l'émission était diffusée le lundi, mardi et mercredi soir à partir de 1 h 45.
Du 2 mai 2007 au 24 septembre 2008, l'émission était diffusée le lundi et le mercredi soir entre 0 h 30 et 3 heures. 
Pendant cette période, il n'y avait parfois pas d'émission diffusée le lundi soir, notamment du 18 août 2008 au 8 septembre 2008.

## Principe
L'Alternative Live était un jeu musical permettant de gagner de fortes sommes d'argent. 
C'était également une émission people qui proposait des interviews de stars, des exclusivités, ainsi que des clips.

## Déroulement du jeu
Le téléspectateur était invité, pendant toute la durée du programme, à appeler un numéro de téléphone, le 36 26, ou à envoyer un SMS, le mot LIVE au 72 200, afin d'être sélectionné pour passer à l'antenne et tenter de gagner de fortes sommes d'argent.
Il y avait en général 3 questions par émission. 
La somme jackpot (la plus élevée) se situait lors de la 1re question.

### Le chiffre mystère
Lorsque le téléspectateur composait le numéro de l'émission ou envoyait un SMS, il lui était demandé de trouver le « chiffre mystère » compris entre 1 et 5. 
Ce numéro était demandé à chaque coup de téléphone et restait inchangé pendant toute la durée de l'énigme. 
Cependant, il était différent à chaque énigme de l'émission (il pouvait néanmoins éventuellement rester le même pendant 2 questions successives ou non).
En le découvrant, le téléspectateur faisait immédiatement partit de la liste des potentiels gagnants. S'il ne le découvrait pas, il pouvait retenter sa chance.
Ce numéro était parfois dévoilé par la présentatrice et était indispensable pour pouvoir participer au tirage au sort final.
Si le téléspectateur était ensuite tiré au sort par l'ordinateur, il passait ainsi à l'antenne pour tenter de remporter de l'argent.

### La question
Le téléspectateur sélectionné devait répondre à une énigme assez facile.
Cela pouvait-être de retrouver le nom d'un artiste de la chanson, du cinéma, etc. dont quelques lettres étaient enlevées ou chamboulées, avec des indices, le plus souvent sonores.
Du 3 octobre 2006 au 12 décembre 2006, entre 4 et 7 téléspectateurs passaient à l'antenne pour tenter de gagner entre 500 € et 2 000 € 
À partir du 17 décembre 2007, c'était 3 téléspectateurs qui passaient à l'antenne avec deux questions longues (40 minutes environ chacune et permettant de gagner en moyenne 6 000 €) et une question courte (10 minutes environ et permettant de gagner environ 1 000 € ) appelée la « question flash ».
Cependant, pendant une période, 2 téléspectateurs passaient à l'antenne avec deux questions longues (40 minutes environ chacune et permettant de gagner en moyenne 6 000 € ).

### Le bonus (2006-2007)
Du 3 octobre 2006 au 12 décembre 2007, pour ceux ayant répondu correctement à la première question, il fallait ensuite trouver la réponse à une question bonus : Qui est l’interprète de la chanson ? dont on entendait les 3 premières secondes.
La chanson était gardée tant que la réponse n'était pas trouvée.
Le bonus commençait à 3 000 €, et 200 € étaient rajoutés à chaque tentative erronée. 
En général, le bonus était trouvé lorsqu'il atteignait environ 10 000 €.
Le bonus a été supprimé le 17 décembre 2007.

## Émission musicale et people
En plus du jeu d'argent, L'Alternative Live dévoilait les clips pop, rock, electro et scène française du moment. 
Elle était aussi agrémentée de nouvelles et de reportages sur les artistes et la musique.

## Présentation
Le tableau ci-dessous repertorie le nom de toutes les présentatrices de l'émission, les périodes de présentation et leur statut dans l'émission (officiel, remplaçant ou en alternance).
| Présentatrice    | Période                            | Statut                   | Remarques |
| ---------------- | ---------------------------------- | ------------------------ | --- |
| Ariane Brodier   | 3 octobre 2006 - 26 septembre 2007 | Officiel                 | Ce jeu est présenté par Ariane Brodier partie de Club. |
| Ariane Brodier   | 1er octobre 2007 - 30 juillet 2008 | Remplaçant               | Après son départ pour Club, Ariane Brodier devient la présentatrice remplaçante de L'Alternative Live                                                                         |
| Amélie Bitoun    | 3 octobre 2006 - 26 septembre 2007 | Remplaçant               | Amélie Bitoun, présentant Club, est la remplaçante de L'Alternative Live. |
| Amélie Bitoun    | 1er octobre 2007 - 23 juillet 2008 | Officiel                 | Après le départ d'Ariane Brodier pour Club, Amélie Bitoun devient la présentatrice officielle de L'Alternative Live.                                                          |
| Annabelle Baudin | 3 octobre 2006 - 30 juillet 2008   | Remplaçant en alternance | Annabelle Baudin est la remplaçante de l'émission en alternance avec Claire Nevers.                                                                                           |
| Annabelle Baudin | 4 août 2008 - 24 septembre 2008    | Officiel                 | Annabelle Baudin est la présentatrice officielle de l'émission jusqu'à la fin de cette dernière en septembre 2008.                                                            |
| Claire Nevers    | 3 octobre 2006 - 24 septembre 2008 | Remplaçant en alternance | Durant toute l'existence de l'émission, Claire Nevers en est la remplaçante en alternance avec Annabelle Baudin jusqu'au 30 juillet 2008.                                     |
| Audrey Chauveau  | 3 octobre 2006 - 26 septembre 2007 | Remplaçant en alternance | Durant cette période, Audrey Chauveau et Jenny Del Pino s'occupe des remplacements en alternance lors des absences de la présentatrice officielle et des autres remplaçantes. |
| Jenny Del Pino   | 3 octobre 2006 - 26 septembre 2007 | Remplaçant en alternance | Durant cette période, Audrey Chauveau et Jenny Del Pino s'occupe des remplacements en alternance lors des absences de la présentatrice officielle et des autres remplaçantes. |

Note :
1. ↑  L'émission du 30 juillet 2008 a été la dernière pour Ariane Brodier. Celle-ci quittant M6 pour gagner France 2 à partir de la rentrée 2008.